# 西小山站

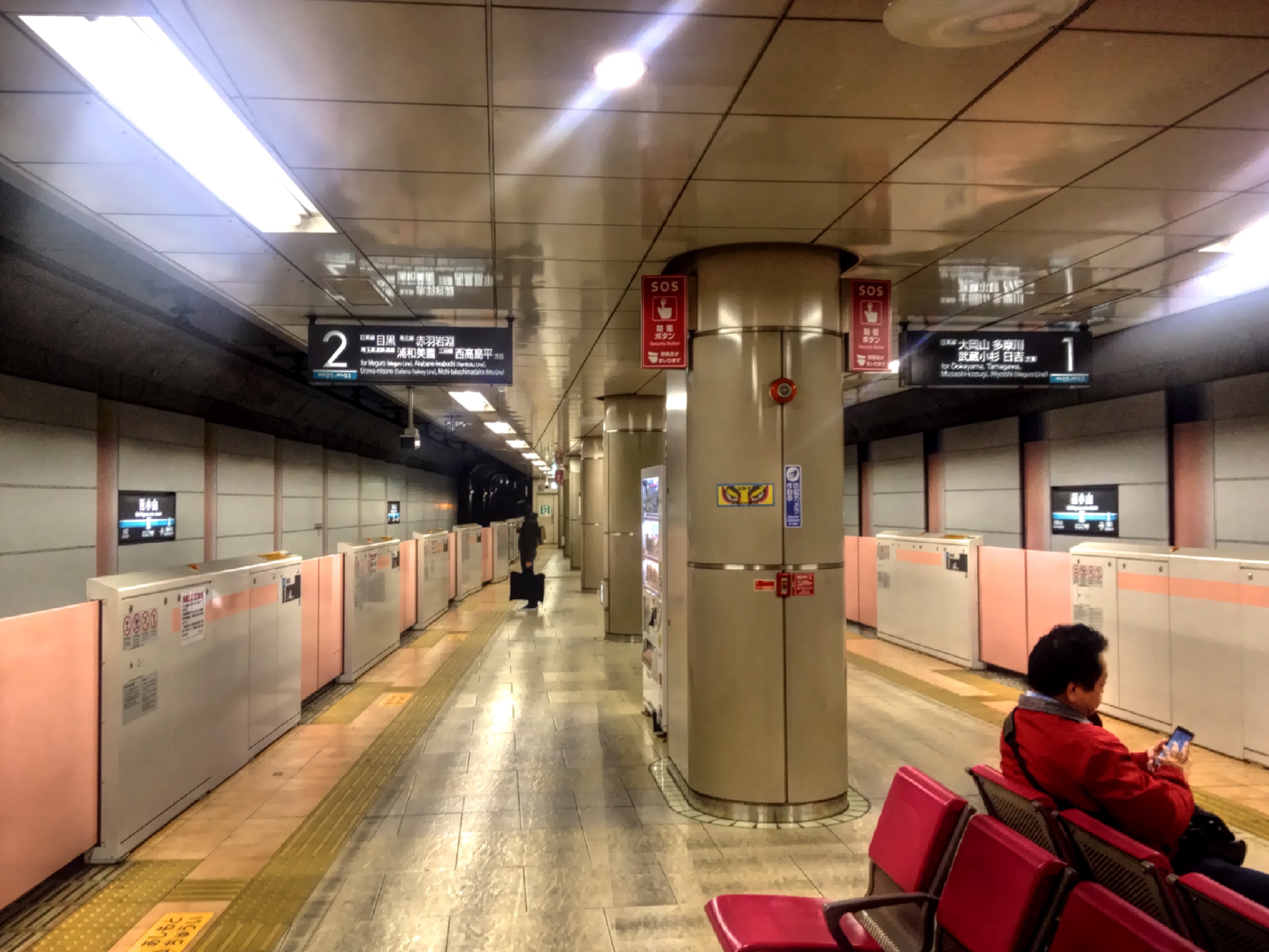
月台（2017年11月18日）

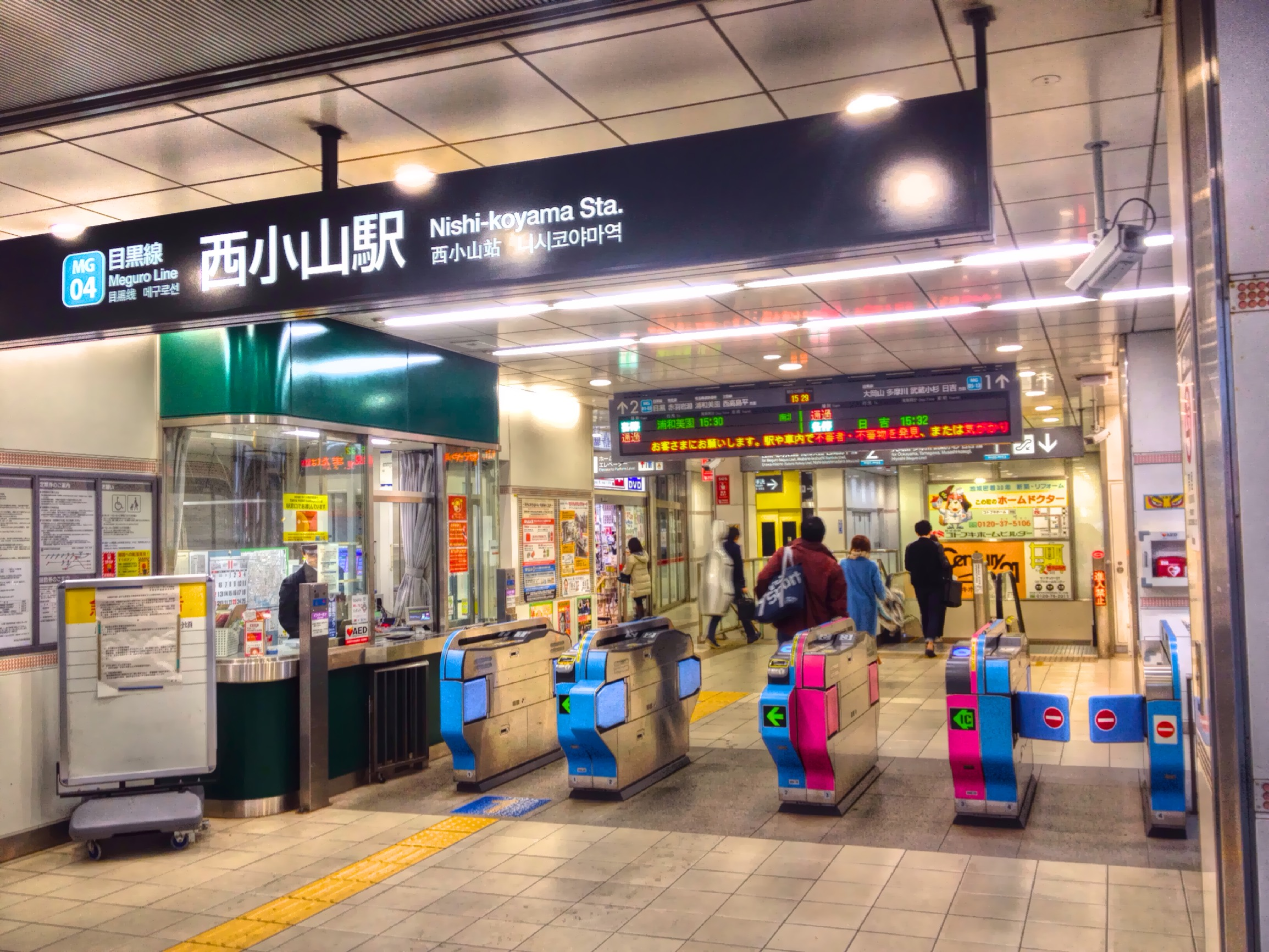
剪票口（2017年11月18日）

西小山站（日语：／ Nishi-koyama eki */?）是一個位於東京都品川區小山六丁目，屬於東急電鐵目黑線的鐵路車站。車站編號是MG04。
本站是品川區最西端的車站。

## 歷史
- 1928年（昭和3年）8月11日 - 此站啟用[1]。
- 1999年（平成11年）8月 - 啟用臨時月台、臨時剪票口。初代站房解體。
- 2000年（平成12年）8月6日 - 東急目蒲線分拆成目黑線及東急多摩川線，車站改屬目黑線。
- 2001年（平成13年）7月29日 - 月台門啟用[3]。
- 2006年（平成18年）7月2日 - 地下化[4]。
- 2008年（平成20年）4月10日 - 車站大樓完成。
- 2009年（平成21年）5月 - 站前廣場完成。

## 車站結構
本站是島式月台1面2線的地下車站。閘口位於地上1樓。2006年7月2日，位於地壘高架上的1面2線搬到地下1面2線。
車站位於立會川（已暗渠化）流域的窪地，在地面車站時代為了避免軌道有坡道（進站時下坡，出站時上坡會影響列車加減速），因此將軌道以地壘墊高。剪票口在高架下。地面時代有本站折返目黑的班次，因此當時目黑側設有Y字型的折返線。
月台在地下2樓，月台上有候車室。1樓付費區有階梯與電扶梯通往地下一樓，地下一樓目黑側有電扶梯、日吉側有階梯通往月台。月台亦有電梯通往一樓。廁所在一樓電梯旁。
2008年4月10日，三層車站大樓完工，1樓為剪票口層，2樓為東急store、3樓為薩利亞等。
車站大樓完成後，一樓的商店「toks」閉店，Lawson於站內新設店面至2013年1月閉店。2013年3月21日，文教堂在原地開幕。

### 月台配置
| 月台 | 路線   | 方向 | 目的地                                                               |
| ---- | ------ | ---- | -------------------------------------------------------------------- |
| 1    | 目黑線 | 下行 | 大岡山、多摩川、日吉方向                                             |
| 2    | 目黑線 | 上行 | 目黑、南北線 赤羽岩淵、 埼玉高速鐵道線 浦和美園、三田線 西高島平方向 |

（來源：東急電鐵:車站構內圖 （页面存档备份，存于））

## 使用情況
2016年度1日平均上下車人次為37,052人，在目黑線內排行第5位，急行通過站排行第1位。本站運量還高於部分急行停靠站。
近年1日平均上下、上車人次如下表。
| 年度               | 1日平均 上下車人次 | 1日平均 上車人次 | 來源     |
| ------------------ | ------------------ | ---------------- | -------- |
| 1990年（平成02年） |                    | 15,416           | [ * 1 ]  |
| 1991年（平成03年） |                    | 15,369           | [ * 2 ]  |
| 1992年（平成04年） |                    | 15,230           | [ * 3 ]  |
| 1993年（平成05年） |                    | 14,825           | [ * 4 ]  |
| 1994年（平成06年） |                    | 14,493           | [ * 5 ]  |
| 1995年（平成07年） |                    | 14,172           | [ * 6 ]  |
| 1996年（平成08年） |                    | 13,953           | [ * 7 ]  |
| 1997年（平成09年） |                    | 13,756           | [ * 8 ]  |
| 1998年（平成10年） |                    | 13,556           | [ * 9 ]  |
| 1999年（平成11年） |                    | 13,380           | [ * 10 ] |
| 2000年（平成12年） |                    | 13,586           | [ * 11 ] |
| 2001年（平成13年） |                    | 13,982           | [ * 12 ] |
| 2002年（平成14年） | 27,987             | 14,085           | [ * 13 ] |
| 2003年（平成15年） | 28,139             | 14,251           | [ * 14 ] |
| 2004年（平成16年） | 27,845             | 14,447           | [ * 15 ] |
| 2005年（平成17年） | 29,285             | 15,121           | [ * 16 ] |
| 2006年（平成18年） | 30,769             | 15,885           | [ * 17 ] |
| 2007年（平成19年） | 31,478             | 16,205           | [ * 18 ] |
| 2008年（平成20年） | 32,136             | 16,422           | [ * 19 ] |
| 2009年（平成21年） | 32,762             | 16,688           | [ * 20 ] |
| 2010年（平成22年） | 33,281             | 16,929           | [ * 21 ] |
| 2011年（平成23年） | 33,670             | 17,134           | [ * 22 ] |
| 2012年（平成24年） | 34,576             | 17,589           | [ * 23 ] |
| 2013年（平成25年） | 35,356             | 17,956           | [ * 24 ] |
| 2014年（平成26年） | 35,397             |                  |          |
| 2015年（平成27年） | 36,416             |                  |          |
| 2016年（平成28年） | 37,052             |                  |          |

## 車站周邊
本站西側是品川區與目黑區的區界。車站兩側有商店街，其他周邊為住宅區。原有的地上線路已改建為車站大樓、腳踏車停車場，以及延伸至洗足站的步道「西小山綠道」。
品川區
- 西小山車站大樓
- 西小山Patio（商店街）
- SUMMIT STORE西小山店
- 品川小山五郵便局
- 品川區立荏原第六中學校
- 品川區立小山小學校
- 荏原消防署小山出張所（日语：東京消防庁第二消防方面本部）
- 品川區荏原第二地域中心
- 昭和大學醫院（日语：昭和大学病院）

目黑區
- 業務超市西小山店
- 西小山にこま通商店街  （页面存档备份，存于）
- 目黑區立中央體育館
- 立會川（日语：立会川）綠道 - 賞櫻景點
- 碑文谷八幡宮（日语：碑文谷八幡宮）
- 圓融寺（日语：円融寺 (目黒区)）
- 目黑原町郵便局
- 目黑區立碑小學校（日语：目黒区立碑小学校）
- 目黑區立向原小學校

## 站名由來
本站位於小山八幡神社所在的小山西側而命名。

## 相鄰車站
東急電鐵
 目黑線
■急行
通過
■各站停車
武藏小山（MG03）－西小山（MG04）－洗足（MG05）

## 外部連結
- 西小山（各站資訊） - 東急電鐵